# Ned Hanlan
Ned Hanlan är en koleldad bogserbåt som byggdes år 1932 på Toronto Dry Dock Co. i Toronto i Kanada efter ritningar av ingenjör John Stephen åt Toronto Transportation Commission.
Båten, som är uppkallad efter  roddaren Ned Hanlan, gjorde tjänst som bogserare i Torontos hamn och som isbrytare och reservfärja mellan Torontoöarna och fastlandet.

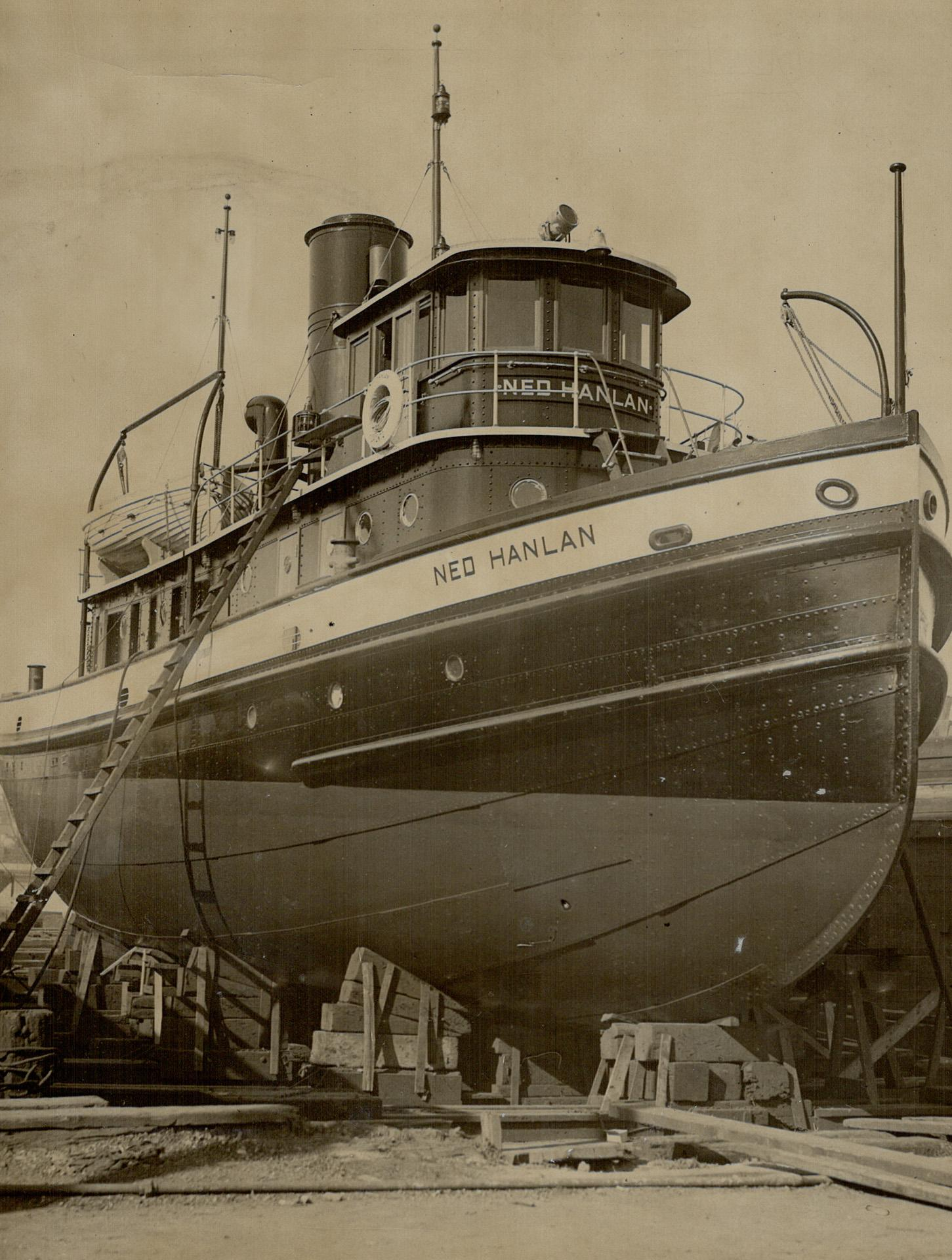
Ned Hanlan inför sjösättningen.

Ned Hanlan togs ur tjänst år 1967 och såldes till Toronto Historical Board för en dollar. År 1971 flyttades hon till en torrdocka utanför Torontos sjöfartsmuseum.
Museet lades ned år 1998 och 2012 flyttades Ned Hanlan till färjeläget vid Hanlan's Point på Torontoöarna.